# Bartosz Kizierowski
Bartosz Kizierowski, né le 20 février 1977 à Varsovie, est un nageur polonais.
Nageant d'abord en dos puis en nage libre, il est plus particulièrement spécialisé dans les petites distances. Participant à trois Olympiades consécutives, il obtient sa première médaille en grand championnat en 2002 aux championnats d'Europe de Berlin. Puis il remporte une médaille de bronze aux mondiaux de Montréal en 2005, avant de confirmer son titre européen lors des Championnats d'Europe de natation 2006 à Prague.

## Palmarès

### Championnats du monde de natation
- Championnats du monde en grand bassin
  - Championnats du monde de natation 2005 à Montréal
    -  Médaille de bronze sur 50 m nage libre
- Championnats du monde en petit bassin
  - Championnats du monde en petit bassin 1999 à Hong Kong
    -  Médaille de bronze sur 100 m nage libre

### Championnats d'Europe de natation
- Championnats d'Europe en grand bassin
  - Championnats d'Europe de natation 2006 à Budapest
    -  Médaille d'or sur 50 m nage libre

  - Championnats d'Europe de natation 2002 à Berlin
    -  Médaille d'or sur 50 m nage libre
    -  Médaille de bronze sur 50 m dos
- Championnats d'Europe en petit bassin
  - Championnats d'Europe en petit bassin 2003 à Dublin
    -  Médaille de bronze sur 50 m nage libre